# Sulfamethoxazole
Sulfamethoxazole (viết tắt SMX và dạng ít phổ biến hơn SMZ) là một kháng sinh sulfonamide có tác dụng kiềm khuẩn. Nó thường được sử dụng hiệp lực với trimethoprim theo tỉ lệ 5:1 trong hợp chất co-trimoxazole (viết tắt SXT, SMX-TMP và SMZ-TMP, hay TMP-SMX và TMP-SMZ), được biết dưới tên thương mại là Bactrim, Septrin, hay Septra; ở Đông Âu kháng sinh này được bán trên thị trường dưới cái tên Biseptol. Đây là kháng sinh chính chống lại các thể nhiễm khuẩn do Streptococcus, Staphylococcus aureus (bao gồm MRSA), Escherichia coli, Haemophilus influenzae, và các vi khuẩn kỵ khí ở miệng. Thuốc này thường được dùng trị nhiễm trùng đường tiểu. Ngoài ra, nó có thể được dùng thay thế amoxicillin để trị viêm xoang. Thuốc này còn được dùng chữa toxoplasmosis.